# 鈴木明
鈴木 明（すずき あきら、1925年10月28日 - 2003年7月22日）は、日本のノンフィクション作家・フリージャーナリスト。本名は今井 明夫。

## 略歴
東京都出身。立教大学文学部を卒業。『週刊タイムズ』記者を経て東京放送(TBS)に勤務して編成の仕事をした他、同社が発行していた『調査情報』誌の編集長を務めた。TBS在職中に執筆した『「南京大虐殺」のまぼろし』が1973年に第4回大宅壮一ノンフィクション賞を受賞。文庫版と合わせて20万部が売れた。のちにTBSを退社してフリーの作家となる。
2003年7月22日、虚血性心不全により東京都目黒区の病院で死去。77歳没。

## 『「南京大虐殺」のまぼろし』
日中国交正常化前、1971年8月から12月にかけて朝日新聞紙上で本多勝一による日中戦争の戦争犯罪を中国側から取り上げたルポタージュ『中国の旅』が連載され、当時日本ではあまり知られていなかった南京事件などの過去の戦争犯罪についての報告が行われ、大きな反響を呼んでいた。

鈴木は文藝春秋社『諸君！』1972年4月号で『「南京事件」のまぼろし』と題し、本多の取り上げた南京事件の「百人斬り競争」についての疑問を呈する記事を書いた。鈴木はその後も文藝春秋社『諸君！』誌上で南京事件について取り上げ、1973年3月文藝春秋社より単行本『「南京事件」のまぼろし』が刊行された。
鈴木はこの著書の中で、日本軍の暴行に関する報告や記事などをまとめた『WHAT WAR MEANS』（戦争とは何か）を編集したハロルド・J・ティンパーリが中国国民党顧問の秘密宣伝員であったと結論付けた。
南京大虐殺については結論を出しておらず、まぼろしとは、実態の解明が今となっては難しく、まぼろしをはっきりさせるようなものだという意味で使っており、「もし請われて、僕がどうしても「南京事件」について記述しなければならないとしたら」「中国側に、軍民合わせて数万人の犠牲者が出たと推定されるが、その伝えられ方が当初からあまりに政治的であったため、真実が埋もれ、今日に至るもまだ、事件の真相は誰にも知らされていない……」と締めくくっている。
鈴木自身は『「南京大虐殺」のまぼろし』について論じたもので、「南京大虐殺はまぼろしだった」と主張はしていない。「南京大虐殺」の真実については不明と述べている。

### 評価
第4回大宅壮一ノンフィクション賞を受賞。
当時の大宅壮一ノンフィクション賞の選考委員全員が「百人斬り競争」は真実でなかったと受けとめて、作品を絶賛した。

### 批判
- 平野謙は1973年3月、「私はその克明な追跡ぶりに感嘆し、たとえば、南京虐殺事件の責任者の一人として処刑された向井少尉の無実などについては、一読者として肯定せざるを得なかったまでである」と評価するコメントをしたが[8]、洞富雄が『南京大虐殺 ― 「まぼろし」化工作批判』で同書を批判すると、同年7月、「今度洞富雄の綿密な論文を読むに及んで（中略）一方的に鈴木明の筆力に感心したのは、いささか軽率だったかな[9]」とのコメントもしている。
- 小田実は、「本多勝一さんが書いた“南京大虐殺”についての記事には、“百人斬り”をした将校のことがでていた。しかし、その百人斬りというような事件は、真実には、それ自体はたしかになかったものにちがいない。鈴木は、それが捏造された記事だということをあかして行くのですが、そこまではいい。ただ、その本を見ていて感じるのは、部分部分のデータを集積して、全体をひとつの方向にもって行くということだな。それがもっともはっきりと出ているのは本の題名で、『「南京大虐殺」のまぼろし』－これはむちゃくちゃな題だと思う。“百人斬りの幻”ということはいってもよい。それをいつのまにかすりかえて、『「南京大虐殺」のまぼろし』としているわけ。これは非常に巧妙なやり方だという気がする。百人斬りがなかったことを、南京虐殺がなかったことにすりかえようとする。そういう意図が感じられるね」とコメントしている[10]。
- 石美瑜（中国語版）（南京で事件を裁いたときの裁判長。生まれは福州市閩侯県。南京で裁判を担当した当時は37才。1949年から台湾在住。鈴木明が百人斬り自体についてインタビューしている。）は訛りの強い北京語で話し、鈴木の通訳が話を理解できなかったとする。録音テープも北京に20年いた中国語の先生に聞いてもらったところ上海訛りが強いとして理解できず、結局上海生まれの在日華僑に録音を訳してもらったとする。しかし、ジャーナリストの和多田進によれば、1973年の本の出版後に和多田が石美瑜にインタビューしてみると台湾生まれの通訳（ネイティブ言語は記載なし）と会話に何の不自由もなかったとし、さらに石美瑜の話によれば、鈴木は取材目的も告げずに、石美瑜によれば（石自身も詳しいことは忘れたとしながらも）向井か野田の息子かその友人と称して、いわば身元を偽って会っていたとして非難している[11]（ただし、鈴木の著書では、「向井少尉のゆかりの者である」という説明をすると石美瑜がペラペラと話し始めた、話が通訳にも分からないからと言って止められなかった、なぜならそう言えば話が進まなくなるから、という風に書かれている[12]。）。和多田はこれではインタビューが成立しないはずとして、非難している[13]。また、鈴木の書いた内容を見ても、石裁判官が南京事件と聞いて顔を一瞬こわばらせたとしながら彼が死刑判決を出したはずの向井ゆかりの者と聞くと途端にまるで喜んだかリラックスしたかのように描写され、さらに（かつての裁判での判決書では良縁を得る為との向井の説明に呆れ、非難していたはずが）向井を誉めそやす[12]等、不自然な点が多い。なお、和多田によれば、百人斬りについて石美瑜は、野田と向井は百人斬りをしていたがこれは戦争としての（正当な行為の）範囲を超えると判断した。また、2人はブランデーを賭けていたと語った[11]とする。
- 笠原十九司は2002年刊行の『南京事件と日本人』で鈴木を「否定派の中心メンバーである」として批判をおこなっていたが[14]、2007年刊行の『南京事件論争史』では「加害問題としての南京事件を日本軍人（「百人斬り」裁判）の被害の話にすり替え」「日中国交樹立に前後して、日本の侵略・加害の歴史を明らかにするようになった動向に反感を抱かせようとした」ことが「同書の真の狙い」と主張した。一方、南京事件の記述については、同書を引き「南京事件の事実を全面否定するものではなかった」と従前の見解を改め、その上で「のちに「まぼろし説」として南京大虐殺の事実を否定する本として持て囃されるようになる」と解説した[15]。

## 著書
- 『「南京大虐殺」のまぼろし』 （文藝春秋、1973年） （文春文庫、1983年11月）ISBN 4167197022 （文藝春秋1983年刊の新版、WAC、2006年6月）ISBN 4898315461
- 『証言中国・台湾・沖縄 ― 政治とマスコミの空白を追って』 （光風社書店、1974年）
- 『誰も書かなかった台湾』 （サンケイ新聞社出版局, 1974年）
- 『リリー・マルレーンを聴いたことがありますか』 （文藝春秋、1975年） （文春文庫、1978年4月） （文藝春秋、1988年2月）ISBN 4163420908
- 『そしてわが歌 もう一つの〈リリー・マルレーン〉をたずねて』 （TBSブリタニカ、1976年）
- 『秘録・謀略宣伝ビラ ― 太平洋戦争の“紙の爆弾”』 （鈴木明、山本明編著、講談社、1977年12月）
- 『高砂族に捧げる』 （中央公論社、1976年、中公文庫、1980年8月）
- 『続・誰も書かなかった台湾 天皇が見た“旧帝国”はいま』 （サンケイ出版、1977年3月）
- 『誰も書かなかった毛沢東 “赤い巨星”の謎の部分』 （サンケイ出版、1977年12月）
- 『昭和20年11月23日のプレイボール』 （集英社、1978年） （光人社、2001年12月）ISBN 476981030X
  - 増補改題 『日本プロ野球復活の日 ― 昭和20年11月23日のプレイボール』 （集英社文庫、1987年4月）ISBN 4087492117
- 『その声は戦場に消えた』 （文藝春秋、1978年8月）
- 『アウシュヴィツからの旅 こんなふうに世界を歩いてみた』 （講談社、1979年6月）
- 『ジャイアンツは死なず』 （読売新聞社、1979年12月）
- 『コリンヌはなぜ死んだか』 （文藝春秋、1980年4月）
- 『わがマレーネ・ディートリヒ伝』 （潮出版社、1980年10月、小学館ライブラリー、1991年8月）ISBN 4094600078
- 『今、プロ野球を斬る対論』 （作品社、1981年3月） - 池井優との対談。
- 『歌謡曲ベスト1000の研究』 （TBSブリタニカ、1981年9月）
- 『愛国』 （文藝春秋、1982年8月）
- 『ある日本男児とアメリカ 東善作 明治二十六年生まれの挑戦』 （中公新書、1982年11月）
- 『プロ野球を変えた男たち』 （新潮社、1983年8月）ISBN 4103474017
  - 改題 『セ・パ分裂プロ野球を変えた男たち』 （新潮文庫、1987年10月）ISBN 4101048118
- 『ジャン・ギャバンと呼ばれた男』 （大和書房、1983年11月）ISBN 4479760032 （小学館ライブラリー、1991年10月）ISBN 4094600094
- 『追跡 一枚の幕末写真 長編ノンフィクション』 （集英社、1984年7月）ISBN 4087724921 （集英社文庫、1988年9月）ISBN 4087493857
- 『戦場の神の子たち』 （中央公論社、1985年4月）ISBN 4120013898
- 『響け！アジアの鼓動 台湾・香港・韓国 国境を越えた「魂の歌」』 （PHP研究所、1985年7月）ISBN 4569215726
- 『ああ台湾 郭泰源たちのふるさと』 （講談社、1985年9月）ISBN 4062023431
- 『維新前夜 ― スフィンクスと34人のサムライ』 （小学館、1988年6月）ISBN 4093870233 （増訂版、小学館ライブラリー、1992年2月）ISBN 4094600183
- 『中国にも革命が起きる』 （文藝春秋、1990年3月）ISBN 4163441409
- 『台湾に革命が起きる日』 （リクルート出版、1990年10月）ISBN 4889912037
- 『ジャーナリズムの原点はゴシップである』 （マゼラン出版、1992年9月）ISBN 4905582024
- 『イヴ・モンタン ― 20世紀の華麗な幻影』 （毎日新聞社、1993年6月）ISBN 4620309419
- 『明治維新畸人伝―かつて、愛すべき「変な日本人」がいた』 （勁文社文庫、1993年10月）ISBN 4766918738
- 『1936年ベルリン至急電 ― 「東京、遂に勝てり!」』 （小学館、1994年10月）ISBN 4093871124 （小学館ライブラリー、1997年6月）ISBN 4094601007
- 『波 1980-1999』 （三才ブックス、1999年6月）ISBN 4915540502 - 月刊ラジオライフの連載コラムをまとめたもの。
- 『新「南京大虐殺」のまぼろし』 （飛鳥新社、1999年6月）ISBN 4870313685
- 『日本畸人伝 ― 明治・七人の侍』 （光人社、2000年10月）ISBN 4769809778